# Francis Balfour-Browne
William Alexander Francis Balfour-Browne, genannt Frank, (* 27. Dezember 1874 in London; † 28. September 1967) war ein britischer Entomologe. Er war Spezialist für Schwimmkäfer und schrieb eine Monografie über britische Schwimmkäfer für die Ray Society.

## Leben
Er studierte Botanik in Oxford (Magdalen College) mit dem Abschluss 1896, wurde dann aber Anwalt und 1898 als Anwalt zugelassen. Nur ein Jahr später gab er das auf um Zoologie in Oxford zu studieren. Er war am Meeresforschungslabor in Plymouth und 1902 Direktor des Sutton Broad Laboratory in Norfolk und danach Biologe beim Ulster Fishery and Biology Department in Nordirland. Ab 1906 war er Assistent in Biologie und bald darauf Lecturer in Botanik an der späteren Queen’s University in Belfast und 1913 wurde er Lecturer an der Universität Cambridge. 1925 bis 1930 war er Professor für Entomologie am Imperial College London. 
Er war 1934 bis 1935 Präsident der Royal Microscopical Society und Vizepräsident der Royal Entomological Society, 1935 Präsident der Zoological Section der Royal Association und 1939 Präsident der Society for British Entomology. Zusammen mit George Parker Bidder gründete er die Association of British Zoologists, deren Präsident er auch war. Am 19. Dezember 1904 wurde er zum Fellow der Royal Society of Edinburgh gewählt.
Sein Sohn John Balfour-Browne war Entomologe am Natural History Museum.

## Schriften
- Key to the Orders of Insects, Cambridge University Press 1920
- Concerning the Habits of Insects, Cambridge University Press 1925 (Christmas Lectures an der Royal Institution), Archive
- Text-book of Practical Entomology, New York: Longmans, Green 1932
- British Water Beetles, Ray Society, 3 Bände, 1940, 1950, 1958